# Alexeïev c. Russie

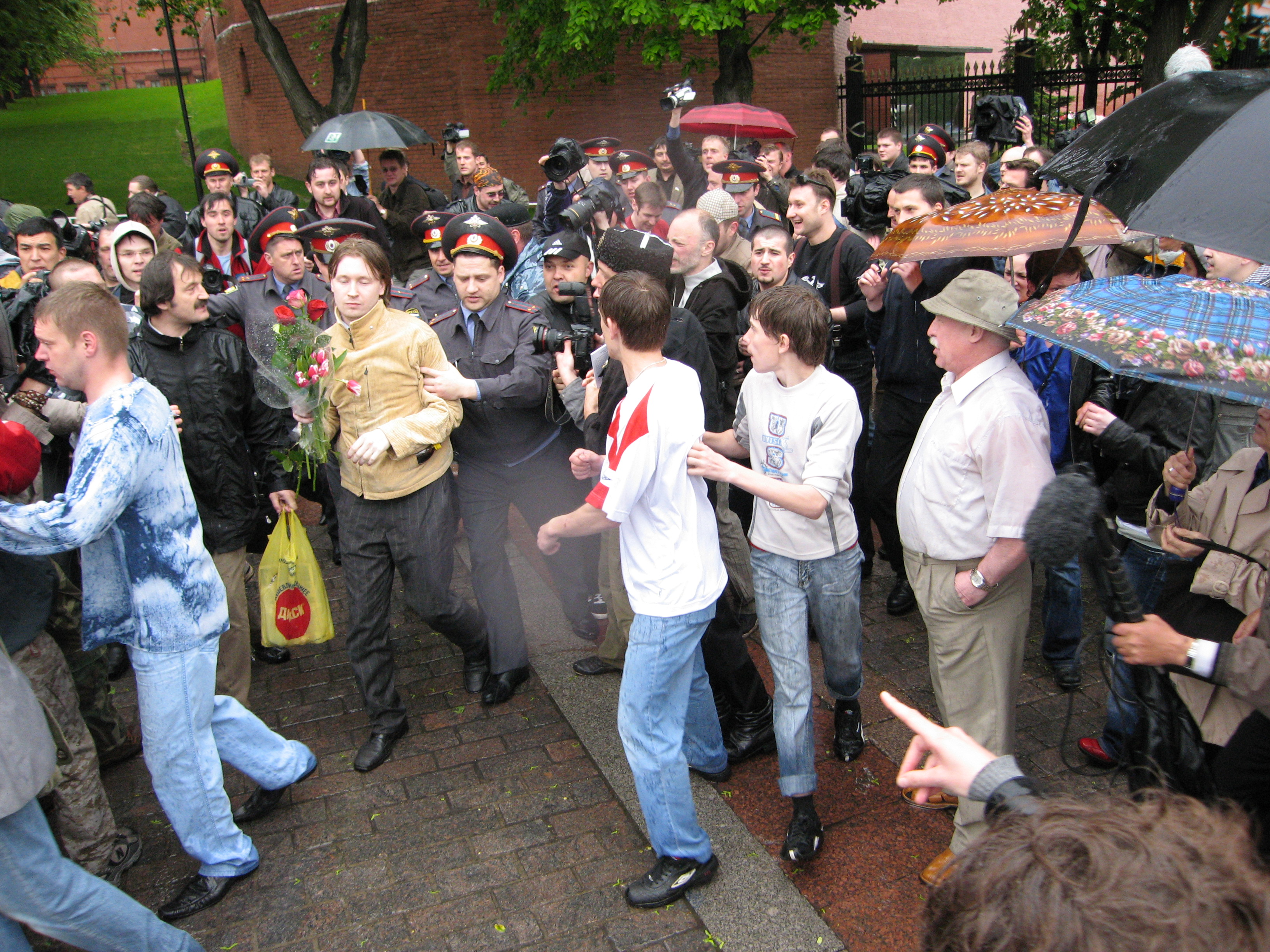
Photo de l'arrestation de Nikolaï Alekseïev à la Moscow Pride le 27 mai 2006.

Alexeïev c. Russie (ou Alekseyev c. Russie) est un arrêt de la Grande Chambre de la Cour européenne des droits de l'homme datant du 11 avril 2011 qui réaffirme sa décision prise le 21 octobre 2010 de condamner la Russie pour discrimination et atteinte à la liberté d'expression de la communauté LGBT en interdisant la tenue de marches des fiertés à Moscou en 2006, 2007 et 2008.
Dans cette affaire, la communauté LGBT russe est représentée par le militant homosexuel Nikolaï Alekseïev, lui-même organisateur de la Moscow Pride.